# كلاوس بي. أرنولد
كلاوس بي. أرنولد هو محامي وسياسي ألماني، ولد في 1944. نشط حزبياً في الاتحاد الاجتماعي المسيحي.